# المقاوى (حفاش)

تعديل مصدري - تعديل

المقاوى هي إحدى قرى عزلة بني مأمون بمديرية حفاش التابعة لمحافظة المحويت، بلغ تعداد سكانها 278 نسمة حسب تعداد اليمن لعام 2004.